# Боливарианские игры 1993
12-е Боливарианские игры проходили с 24 апреля по 2 мая 1993 года в Кочабамбе и Санта-Крус-де-ла-Сьерре (Боливия). В соревнованиях приняли участие 1300 спортсменов из 6 стран. Церемония открытия состоялась в 2 городах 24 апреля 1993 года, на стадионе Феликс Каприлес в Кочабамбе и на Рамон Тауичи Агилера в Санта-Крус-де-ла-Сьерре. В Кочабамбе игры были официально открыты президентом Боливии Хайме Пасом Самора. Факел зажёг Ббгун на длинные дистанции Джонни Перес, который выиграл серебряную медаль на 3000 метров с препятствиями на Боливарианских играх 1981 года.

## Места проведения соревновании
В Кочабамбе прошли соревнования по следующим видам спорта: легкая атлетика (стадион Феликс Каприлес), велоспорт (автодром circuito Bolivariano), футбол (стадион Феликс Каприлес), дзюдо, каратэ, ракетбол (Загородный клуб), настольный теннис (Колисео Хосе Кастро), тхэквондо и волейбол.
В Санта-Крус-де-ла-Сьерре состоялись события по следующим видам спорта: баскетбол, бокс (Колисео Джон Пиктор Бланко), конный спорт, фехтование, гимнастика, стрельба (Полигоно де Санта-Крус), плавание, теннис, тяжелая атлетика (Колисео Жилберто Меначо) и борьба.

## Страны-участницы
| - Боливия - Колумбия | - Эквадор - Панама | - Перу - Венесуэла |

## Виды спорта
- Водные виды спорта:
  -  Плавание
- Лёгкая атлетика
- Баскетбол
- Бокс
- Велоспорт
- Конный спорт
- Фехтование
- Футбол
- Спортивная гимнастика
- Дзюдо
- Карате
- Ракетбол
- Стрельба
- Теннис
- Настольный теннис
- Таэквондо
- Волейбол
- Тяжёлая атлетика
- Борьба

## Итоги Игр
| Место | Страна    | Золото | Серебро | Бронза | Всего |
| 1     | Венесуэла | 116    | 78      | 58     | 252   |
| 2     | Колумбия  | 84     | 54      | 31     | 169   |
| 3     | Перу      | 32     | 43      | 56     | 131   |
| 4     | Эквадор   | 22     | 46      | 69     | 137   |
| 5     | Боливия   | 12     | 48      | 80     | 140   |
| 6     | Панама    | 10     | 6       | 18     | 34    |
| Всего | Всего     | 276    | 275     | 312    | 863   |